# صراوة
صراوة إحدى قرى مركز أشمون التابع لمحافظة المنوفية بجمهورية مصر العربية، ويحدها قرى كفر صراوة ودروة وشطانوف والنعناعية وسهواج وكفر أبو محمود وقورص وسنتريس وكفر الحما وساقية أبو شعرة.

## التاريخ
قرية صراوة من القرى القديمة، حيث وردت باسم «سراوة» في أعمال المنوفية ضمن قرى الروك الناصري التي أحصاها ابن الجيعان في كتاب «التحفة السنية بأسماء البلاد المصرية». وفي العصر العثماني وردت باسم «سراوة» في التربيع العثماني الذي أجراه الوالي العثماني سليمان باشا الخادم في عصر السلطان العثماني سليمان القانوني ضمن قرى ولاية المنوفية، وفي تاريخ 1228هـ/1813م الذي عدّ قرى مصر بعد المسح الذي قام به محمد علي باشا باسم «صراوة» ضمن قرى مديرية المنوفية.

## السكان
بلغ عدد سكان صراوة 12,189 نسمة، منهم 6272 رجل و5917 إمرأة، حسب الإحصاء الرسمي لعام 2006.